# Marlova Jovchelovitch Noleto
Marlova Jovchelovitch Noleto (Uruguaiana, 16 de junho de 1961), é uma assistente social que desde 2018 se tornou a primeira mulher a ocupar o cargo de direção da UNESCO no Brasil.

## Biografia
Filha de uma professora e do médico pediatra Jacob Jovchelovitch, neta paterna de imigrantes asquenazes lituanos que foram forçados a fugir da Europa e neta materna de romenos, Marlova Jovchelovitch Noleto graduou-se em serviço social em 1984, tendo cursado mestrado na mesma área na Pontifícia Universidade Católica do Rio Grande do Sul. Trabalhou por quatro anos na FEBEM e deu aulas na mesma instituição onde obteve seu grau de mestra. Marlova foi uma das mais ativas militantes em prol da aprovação da Lei Orgânica da Assistência Social, que ocorreu em 1993. A partir de 1994, passou a atuar como oficial de programas de políticas públicas e direitos da criança do fundo na UNICEF. Em 2018, foi nomeada representante da UNESCO no Brasil, instituição em que trabalha desde 1999.
Entusiasta da ciência e do humanismo, Marlova defende o estímulo à inserção de mulheres na pesquisa científica, sendo - na qualidade de representante da UNESCO - uma das responsáveis pela organização do Prêmio L'Oreal.

## Obras
- Municipalização e Saúde: Espaços e Limites. Programa de Desenvolvimento da Gestão em Saúde: 1993.
- Parcerias e Alianças Estratégicas. Global: 2000.
- Abrindo Espaços - Educação e Cultura para a Paz. UNESCO: 2004.
- Saber e Fazer(em três volumes). UNESCO: 2008.